# Planchonia grandis
Planchonia grandis là một loài thực vật có hoa trong họ Lecythidaceae. Loài này được Ridl. miêu tả khoa học đầu tiên năm 1912.